# Humiliation scolaire

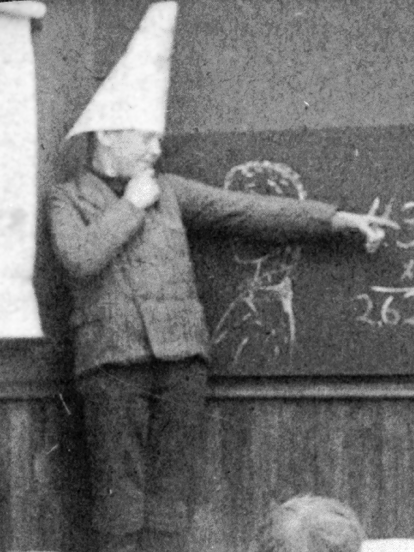
Le bonnet d'âne, symbole de l'humiliation scolaire.

L'humiliation scolaire, ou disgrâce scolaire, est un phénomène avec une dimension de domination qui produit un sentiment d'injustice et de rabaissement chez les élèves. Ce sentiment peut provenir soit des pratiques de l'enseignant, soit d'un encadrement juridique insuffisant des droits des élèves.
Nous parlons d’humiliation scolaire dans le sens d’une volonté consciente ou non chez l'enseignant, de « diminuer » un élève ou un groupe d’élèves.
Ce phénomène est à distinguer du harcèlement scolaire qui reste dans le cadre d'interactions entre pairs (sans domination hiérarchique), et nécessite de se produire de manière répétée, ce qui n'est pas le cas pour l'humiliation scolaire qui se place dans le cadre de relations asymétriques et peuvent avoir un impact de longue durée dès le premier incident.
Ces humiliations résultent la plupart du temps du non-respect de la vie privée de l'étudiant, ou autrement dit de l'amalgame entre les compétences scolaires de l'étudiant et ses qualités personnelles. En particulier, la stigmatisation publique des erreurs (par exemple : l'usage de surnoms, le bêtisier des erreurs en nommant les élèves, le passage au tableau, la remise des copies dans un ordre décroissant de note, le fait d'ajouter un commentaire oral tels que « excellent », « minable », ou encore les injures) est couramment citée,.
Le sentiment d'humiliation de l'étudiant ne signifie pas forcément que l'enseignant a l'intention d'humilier, car souvent ces situations arrivent à cause de malentendus référentiels (ce qui est drôle ou plaisant pour un enseignant ne l'est pas forcément pour l'élève), et de méconnaissance juridique, (déguisement forcé de l'élève dans un cadre pédagogique, par exemple avec le fameux bonnet d'âne, ce qui est interdit juridiquement, tout comme les lignes).
Ce sentiment n'est pas proportionnel à la fréquence d'occurrence de l'événement (une unique humiliation peut définitivement rompre le lien avec l'enseignant), et peut aboutir pour l'élève à une dépréciation de soi, significativement préjudiciable pour ses performances scolaires et résultant éventuellement en un désengagement scolaire afin de protéger ses conceptions de soi de réussite.
L'humiliation scolaire est un phénomène massif, mais peu étudié et méconnu. Ce sentiment d'humiliation est ressenti assez fréquemment par les élèves, et est globalement reconnu par les enseignants eux-mêmes.

## Définition
L'humiliation scolaire peut être définie comme l'agression susceptible de déprécier un individu avec une stigmatisation (éventuellement publique) de la part de l'enseignant.
Par ailleurs, l'humiliation revêt nécessairement une dimension sociale selon Smith et Tyler : « Être respecté est en effet une reconnaissance sociale : cela représente les évaluations d’un groupe entier et pas seulement l’opinion d’une personne unique. »
Le sociologue de l'éducation Pierre Merle a décrit l'humiliation scolaire de la façon suivante:

« L'humiliation est donc une sorte de fait du Prince : elle relève de l'arbitraire du maître, elle constitue une modalité de « disgrâce ». On reconnaît dans ces spécificités - disgrâce, absence de références à des règles de droit - des dimensions de la domination traditionnelle décrite par Weber : les sujets n'obéissent pas à des règlements, mais au chef et celui-ci peut librement montrer une « inclination » ou une « aversion » personnelle. Cet arbitraire, propre à ce mode de domination, provient de la tradition qui accorde au « maître » une relative latitude d’action. […] Dans l'univers scolaire, l'image classique du « fayot » (F. Dubet, A. Martuccelli, 1996) a pour équivalent, dans le rapport de domination traditionnelle, celle du serviteur zélé toujours en attente d’un « bénéfice » pour les services qu’il rend au maître. »

Cette définition de l'autorité professorale sur l'élève, despotique et arbitraire, est donc à rapprocher de la définition du concept de disgrâce du sociologue Max Weber.

## Origines possibles de ce phénomène
Les origines et explications derrière ce phénomène sont encore méconnus du fait du peu d'études réalisées.
Cependant, une des thèses est que l'origine de ces pratiques est à trouver dans le tiraillement de la vision des enseignants des compétences des élèves: un élève est-il bon par ses capacités innées, ou est-ce le fruit du travail? Pour l'enseignant contemporain, ces deux paradigmes, celui du don et celui de l'effort, ou celui de l'inné et celui de l'acquis, coexistent dans le système éducatif et sont entretenus par les idéologies contemporaines, lesquelles « apportent davantage de crédit aux « talents » et au « tout génétique » qu'aux discours sur la méthode et les techniques ».

« Cette représentation innéiste de la compétence scolaire aboutit à une confusion des registres des appréciations enseignantes, celles portées sur l'élève et celles portées sur la personne. Il s'ensuit un glissement des appréciations professorales de celles relatives aux compétences actuelles de l'élève à celles portant sur des qualités, censées être constantes, de l'individu, appréhendées là comme une seconde nature. Une des dimensions irréductibles de l'injure professorale est de faire abstraction du contexte scolaire et d'ignorer le statut d'élève défini par le fait de ne pas savoir et la possibilité d'apprendre. Cet oubli de la situation de l'élève est en fait corrélatif de la non-reconnaissance du statut d'enseignant et de ses missions. Le glissement des appréciations du registre scolaire au registre personnel est par définition d'autant plus probable que l'enseignant adhère explicitement à l'idéologie du don en se conformant ainsi à un discours rassurant sur les différences d'intelligence (Merle, 1999). »

Cette hypothèse semble être corrélée par des études statistiques sur les thèmes les plus fréquents d'humiliation scolaire.
Ce glissement des appréciations vers le registre personnel est donc intimement lié à une conception innéiste des compétences. Ceci a pour effet d'induire chez l'enseignant une incapacité à concevoir l'incompréhension de l'étudiant, et donc une totale impuissance d'écoute et d'aide pédagogique:

« Dans l'éducation, la notion d’obstacle épistémologique est également méconnue. J'ai souvent été frappé du fait que les professeurs de sciences, plus encore que les autres si c’est possible, ne comprennent pas qu’on ne comprenne pas. »

Ce glissement résulte finalement en une transposition des qualités scolaires sur les qualités personnelles de l'individu, allant dans les cas extrêmes jusqu'à nier la « possibilité d'être véritablement humain » : par exemple lorsque le professeur traite l'élève de cochon lorsqu'il écrit mal, ou d'âne lorsqu'il ne comprend pas.
Fait intéressant, il semble que « plus la discipline est « noble » et associée à des qualités scolaires jugées remarquables plus, semble-t-il, l’opinion d’une compréhension immédiate et innée semble prévaloir sur la nécessité d’un apprentissage régulier et méthodique.
La légitimité des professeurs à porter sur leurs élèves des jugements dépréciatifs semble en effet en rapport avec la légitimité de leur discipline et son classement dans la hiérarchie scolaire. [...]
L'analyse des données permet donc de supposer un lien de causalité entre l’élitisme de certaines disciplines et les pratiques humiliantes. »
Cette dernière hypothèse concernant la perception dans les disciplines « nobles » de nécessiter davantage de talent inné que de travail a également été soulevé comme étant une cause possible de la disparité hommes-femmes dans certains domaines de recherche, avec une corrélation entre un faible ratio (peu de femmes et beaucoup d'hommes) dans les disciplines prônant le talent, peut-être causé par la culture patriarcale, laquelle place davantage l'intellect comme une qualité masculine inné que féminine.

## Constats et conséquences de ce phénomène
L'humiliation subie par les élèves de la part de leur enseignant est une des causes du découragement scolaire, et cette humiliation fait l'objet de l'analyse suivante.
Le premier constat significatif est que la quasi-totalité des élèves ayant vécu une humiliation en milieu scolaire en a gardé au moins un souvenir de ce type. En effet, les élèves restent généralement traumatisés toutes leurs vies par les humiliations qu'ils ont subies. Cela peut avoir des répercussions sur le reste de leur vie, par exemple certains élèves enfermés dans un placard pour cause de bavardage par leurs enseignants peuvent plus tard développer des peurs comme la peur du noir ou la claustrophobie. Si l'humiliation des élèves peut parfois porter sur leur apparence physique, les témoignages indiquent que c'est essentiellement l’échec scolaire qui est stigmatisé. Goffman définit le stigmate comme « la situation de l'individu que quelque chose disqualifie ou empêche d’être pleinement accepté par la société ». Ici, la stigmatisation renvoie à la disqualification des élèves par le personnel, sur des critères de niveau insuffisant, et de comportements inadéquats
Second constat : si certaines humiliations traduisent une malveillance explicite de l'enseignant, la plupart sont plutôt inconscientes, la conséquence d'un malentendu, de l'ignorance de l’enseignant à l'égard de la manière dont ses paroles sont perçues par les élèves.
Il ne s'agit pas ici de s'intéresser aux sentiments des élèves, mais à notre système scolaire dans sa globalité qui nourrit, qui produit ces humiliations scolaires. Nous abordons ici les relations maîtres/élèves d'un point de vue sociologique.
Le sentiment d’humiliation des élèves est un problème scolaire massif, et cette analyse s'adresse à la fois aux enseignants et aux parents, mais aussi aux élèves.

## Conflits d'autorité
Certains émettent l'hypothèse qu'une autre cause réside dans les mutations de ces dernières décennies de la figure d'autorité que représente le professeur, notamment dans la baisse de cette autorité et la diversification des sources d'enseignement (Télévision, Internet, cours en ligne, etc.), ayant pour conséquence d'également opérer des changements dans les comportements des jeunes générations « post Mai-68 » par rapport aux anciennes générations d'élèves[réf. nécessaire].
En effet, les partisans de cette hypothèse émettent l'idée que ces problèmes d'humiliation sont en fait des problèmes de contestation sociale inhérente à l'hyper prise de conscience juridique de la population post Mai-68[réf. nécessaire].
Pierre Merle répond que le problème ne réside pas là :

« Associer l'émergence des droits des élèves aux troubles actuels de l'ordre scolaire est pourtant erroné. A un niveau politique, une telle association aboutit à considérer, mutatis mutandis, que les régimes encadrant fortement la liberté d’expression constitueraient un idéal de paix sociale alors que les démocraties politiques seraient condamnées aux troubles sociaux… Au niveau de l'établissement scolaire, une telle association n’est pas plus pertinente : elle est en effet invalidée par l'analyse historique de l'institution scolaire. »

## Formation inappropriée et méconnaissance juridique des enseignants
Une autre source possible d'humiliation scolaire pourrait émerger de la méconnaissance juridique et pédagogique des enseignants,, utilisant des méthodes d'enseignement proscrites par la loi et inefficaces sur le plan pédagogique. Certains proposent de compléter la formation des enseignants sur des domaines directement en relation avec leur métier, tels que l'anthropologie, l’épistémologie, la sociologie, la psychologie, la psycholinguistique et la philosophie.
Certains sociologues de l'école attribuent une responsabilité de l'institution scolaire dans la violence et l'humiliation scolaire. Pour Pierre Merle, « le sentiment de rabaissement, de droits non respectés, occupe une place centrale, sinon première, dans la démobilisation scolaire ».
Notre système scolaire est encore trop souvent basé sur le fait que certains élèves ont un don. Ceux qui ne n'ont pas reçu ce don sont plus facilement jugés « crétins ». Si au contraire les enseignants pensent que chaque élève a le droit d'apprendre, ils vont établir une vraie relation pédagogique pour que l'élève ait envie d'apprendre. Si l'élève est faible, c’est peut-être parce qu'il n‘a pas appris… Les professeurs ont donc une formation inappropriée pour certains élèves.

## Lien entre humiliation scolaire et inégalité sociale.
Pour Pierre Merle, le lien entre humiliation et origine sociale des élèves est très probable. D'abord, ce sont plus souvent les élèves faibles qui sont humiliés, et ceux-ci sont plus souvent d’origine populaire. Selon ce sociologue, les professeurs humiliants savent que les parents de milieux modestes n’iront probablement pas se plaindre, contrairement aux parents de milieu favorisé qui n'hésiteront pas à exprimer leur opinion et leur mécontentement.
Pierre Bourdieu s'est penché sur les aspects d’ethnocentrisme de classe, qui peuvent se dissimuler sous les jugements scolaires. Bourdieu s'est toujours attaché à montrer ce qui séparait les « élus » des « exclus » de l'école, et en quoi le système confortait et reproduisait la césure en question. Bourdieu relevait la correspondance des jeunes étudiants des classes favorisées avec les attentes, souvent inconscientes des enseignants, et les exigences de l’institution, sur des aspects comme la tenue, corporelle et vestimentaire, le style de l'expression ou l'accent, en somme de petites perceptions de classe qui orientent, souvent de manière inconsciente, le jugement des maîtres. Philippe Vienne précise qu'il s'agit là d'une stigmatisation à travers le jugement scolaire, d'aspects dénigrés au sein d'une classe sociale, mais qui peuvent sembler des plus naturels, en matière de comportements et de performances scolaires, pour une autre classe sociale. La question de légitimité ressentie de ces comportements est centrale, lorsque deux systèmes de valeurs, de règles, se rencontrent et se heurtent, ils engendrent de la part des enseignants, un jugement, parfois sur une base inconsciente qui relève de cet ethnocentrisme de classe.

## Thèmes de l'humiliation scolaire
Les thèmes d'humiliation les plus fréquemment cités par les participants à diverses études concernent le respect de l'individu, le mérite et l'égalité des chances,. Les notes ne représentent qu'une petite fraction des réponses.

## Théorie de l'organisation en mémoire de la conception de soi de réussite
Chacun essaie de maintenir une « conception de soi de réussite », et il a été démontré que les bons élèves ont davantage de conceptions de soi de réussite que les élèves en difficulté. Les élèves en difficulté, puisqu'ils ne peuvent pas se comparer aux bons élèves sous peine de dévalorisation de soi, vont alors tenter de compenser en trouvant d'autres voies pour maintenir leur conception de soi de réussite, par exemple en se désengageant émotionnellement, voire en se désengageant totalement de l'école et en recherchant le respect sur des dimensions anti-scolaires (par exemple en s'identifiant dans le groupe des élèves en difficulté, et en se focalisant sur des activités extra-scolaires). Cette théorie « d'organisation en mémoire » des « conceptions de soi de réussite » pourrait alors expliquer pourquoi les élèves en difficulté sont réticents à s'engager dans des stratégies pour améliorer leurs résultats scolaires.
Cette thèse met en lumière le double aspect de la conception de soi d'un élève, qui peut aussi bien être déterminante pour sa motivation et ses résultats scolaires, ou être à l'opposé un obstacle insurmontable si les conditions sont défavorables.
Pour éviter cela, l'étude préconise de fournir à l'élève un retour personnalisé sur ses performances la plus objective possible,, et en prenant soin d'associer cette rétroaction à une attitude optimiste d'acceptation et de confiance dans la personne de l'étudiant (c'est-à-dire en évitant de stigmatiser l'erreur comme manifestation indiscutable de l'incompétence), mais aussi d'améliorer l'organisation en mémoire des conceptions de soi, non pas par des programmes de connaissance en soi, mais par l'amélioration des compétences des élèves.

« En effet, certains travaux montrent que, durant l’école primaire, le concept de soi est principalement une conséquence du cumul des succès et échecs scolaires (Chapman et Tunmer, 1997 ; Helmke et Van Aken, 1995). Ainsi, des recherches récentes ont montré que les premières expériences dans l’apprentissage de la lecture sont très fortement prédictives de la nature positive ou négative des conceptions de soi (Chapman, Tunmer, et Prochnow, 2000). »

« Le principe même du travail sur l'erreur est de parvenir à une distanciation entre la faute et l'élève. »

## Culture
- Selon Kurt Loder de Rolling Stone, l'album The Wall du groupe Pink Floyd, notamment la très populaire chanson Another Brick In The Wall, est un une critique très acérée de la prévalence et de l'impunité des pratiques d'humiliation scolaire des enseignants. D'après lui, son compositeur et lyriciste Roger Waters dénonce que « dans les écoles publiques, les enfants sont méthodiquement tourmentés et humiliés par des enseignants». Cela a mené à une levée de boucliers des enseignants aux États-Unis, craignant des manifestations étudiantes, qui sont finalement restées anecdotiques du fait du manque d'implication politique de la génération d'étudiant, « plus susceptible de quitter le système scolaire que de demander des réformes »[14]. La chanson "Another Brick In The Wall" commence avec ce texte:

When we grew up and went to school

There were certain teachers who would

Hurt the children any way they could

By pouring their derision

Upon anything we did

And exposing every weakness

However carefully hidden by the kids

But in the town it was well known

When they got home at night, their fat and

Psycopathic wives would thrash them

Within inches of their lives